# Pro Cycling Manager Saison 2006
Pro Cycling Manager Saison 2006 est un jeu vidéo de gestion sorti en 2006 et fonctionne sur Windows. Le jeu a été développé par Cyanide et édité par Focus Home Interactive.
Le jeu est la suite de l'opus Pro Cycling Manager sorti en 2005.

## But du jeu
Réussir à gagner les plus grandes course par étapes en alliant le management aux courses en temps réel 3D.

## Nouveautés
Le jeu intègre un nouveau moteur 3D pour les courses, les graphismes sont plus réalistes, plus riches et mieux détaillés. De plus les licences officielles et les transferts des coureurs ont été actualisés.

## Caractéristiques
Gestion d'une carrière sur plusieurs années avec des parcours qui changent sur les plus grandes compétitions.

Apparition d'un mode tutorial.

Plus de 150 courses et 50 équipes sont présentes.

Jouable en solo et en multijoueur.